# Шамс ад-Дін-шах I
Шамс ад-Дін-шах I (д/н — 1342) — 1-й султан Кашміру в 1339—1342 роках. Засновник династії Сваті.

## Життєпис
Походив з гірського регіону Сват (на кордоні з Кашміром). Належав до місцевої мусульманської знаті тюркського походження. Дата народження невідома, отримав ім'я Шах Мір (за іншими відомостями — Шах Мірза).
Розпочав службу за правління самраата Сухадеви, володаря Кашміру. Знання та державний хист сприяли кар'єрі. За нового правителя рінчана стрімко просунувся державними щаблями, оскільки рінчан прийняв іслам, ставши Садр ад-Дін Шахом, а тому надавав підтримку мусульманам. На момент загибелі Сард ад-Дін Шаха у 1323 році Шах Мір обіймав посаду міністра.
Став опікуном Гайдара Хана, сина Садр ад-Дін шаха, плануючи керувати Кашміром. Але владу перебрав Удаянадева, що побрався з Котадевою, удовою Садр ад-Дін Шаха. Але у 1338 році Удаянадева втік від монгольських військ до Тибету, втім влада опинилася у Котадеви. Скориставшись розгардіяшем, Шах Мір здійснив заколот, поваливши Котадеву й оголосивши себе султаном, він планував одружитися з Котадевою для підтвердження своїх прав на трон, але та наклала на себе руки. Прийняв тронне ім'я Шамс ад-Дін-шах I.
Переважно опікувався зміцненням влади в Кашмірі, захистом кордонів від монголів та поширенням ісламу. Поступово приборкав місцеву знать. У зовнішній політиці став васалом Чагатайського улусу, в якому вбачав противагу Державі Хулагуїдів.
Помер 1342 року. Йому спадкував син Джамшид-шах